# Phép lấy tổng
Phép lấy tổng hay hàm tổng là phép tính cộng một dãy số. Nếu các con số được cộng tuần tự từ trái qua phải, kết quả trung gian có thể là tổng riêng, tổng tích lũy hay tổng cộng. Các con số được tính tổng (được gọi là số hạng) có thể là số nguyên, số hữu tỉ, số thực hay số phức. Ngoài các con số, các giá trị có thể tính cộng còn có: véctơ, ma trận, đa thức, hoặc nhìn chung, là yếu tố của nhóm cộng. Đối với chuỗi hữu hạn của những yếu tố đó, phép tính tổng luôn cho ra một tổng có thể xác định.
Phép tổng của một chuỗi vô hạn các giá trị không phải là không thể, khi một giá trị được đưa ra cho phép tổng vô hạn, nó đòi hỏi nhiều hơn là phép cộng đơn thuần, được gọi là giới hạn. Các phép lấy tổng vô hạn được gọi là chuỗi. Một khái niệm khác về giới hạn của tổng hữu hạn là tích phân. Thuật ngữ phép tính tổng có ý nghĩa đặc biệt liên quan tới phép ngoại suy của chuỗi phân kỳ.
Tổng của chuỗi [1, 2, 4, 2] là một biểu thức có giá trị là tổng của mỗi thành phần trong chuỗi. Ví dụ, 1 + 2 + 4 + 2 = 9. Do phép cộng có tính kết hợp nên giá trị của nó không phụ thuộc vào cách thức các phép tính cộng được nhóm với nhau, ví dụ (1 + 2) + (4 + 2) và 1 + ((2 + 4) + 2) cả hai đều có giá trị là 9. Vì thế, dấu ngoặc đơn thường bị bỏ qua trong các phép cộng lặp lại. Phép tổng cũng có tính giao hoán nên việc hoán vị các số hạng của một chuỗi hữu hạn cũng không làm thay đổi tổng của nó.
Không có ký pháp đặc biệt nào cho phép lấy tổng của những chuỗi hiện. Có một chút khó khăn nếu chuỗi có ít hơn hai yếu tố: phép lấy tổng của một số hạng không có dấu cộng và phép lấy tổng của chuỗi rỗng thậm chí không thể viết được (chỉ có thể viết giá trị là "0"). Tuy nhiên, nếu các số hạng trong chuỗi là dạng đều, có thể là chiều dài thay đổi, thì toán tử của phép tổng có thể có ích và thực chất. Với tổng của các số nguyên liên tiếp từ 1 đến 100, ta có thể sử dụng biểu thức tính cộng có dấu chấm lửng để thể hiện các số hạng khuyết thiếu:: 1 + 2 + 3 +... + 99 + 100. Trong trường hợp này, người đọc có thể dễ dàng đoán được dạng của biểu thức; tuy nhiên, với những dạng phức tạp hơn, người dùng phải chính xác về quy tắc sử dụng để tìm các số hạng liên tiếp, điều này có thể đạt được bằng cách sử dụng toán tử của phép lấy tổng là "Σ". Sử dụng ký hiệu này, phép lấy tổng phía trên được viết thành:
{\displaystyle \sum _{i=1}^{100}i.}
Giá trị của phép tổng này là 5050. Giá trị này được tính mà không cần phải tính 99 phép cộng, vì nó có thể tính được bằng công thức:
{\displaystyle \sum _{i=1}^{n}i={\frac {n(n+1)}{2}}}
Tương tự như vậy, công thức tính tổng của một chuỗi liên tiếp với i thuộc dạng bình phương là:
{\displaystyle \sum _{i=1}^{n}i^{2}={\frac {n(n+1)(2n+1)}{6}}}.
Với tất cả các số tự nhiên n. Nói chung, công thức tồn tại cho nhiều phép tổng theo dạng đều.
Có 50 cặp như thế: (1+100)x 50= 5050

## Liên kết
- Tư liệu liên quan tới Summation tại Wikimedia Commons
- "Summation". PlanetMath.

- Derivation of Polynomials to Express the Sum of Natural Numbers with Exponents Lưu trữ ngày 18 tháng 2 năm 2013 tại Wayback Machine